# Kick-Ass (film)
Kick-Ass – brytyjsko-amerykański film akcji w reżyserii Matthew Vaughna na podstawie komiksu pod tym samym tytułem autorstwa Marka Millara i Johna Romity Jr.

## Obsada

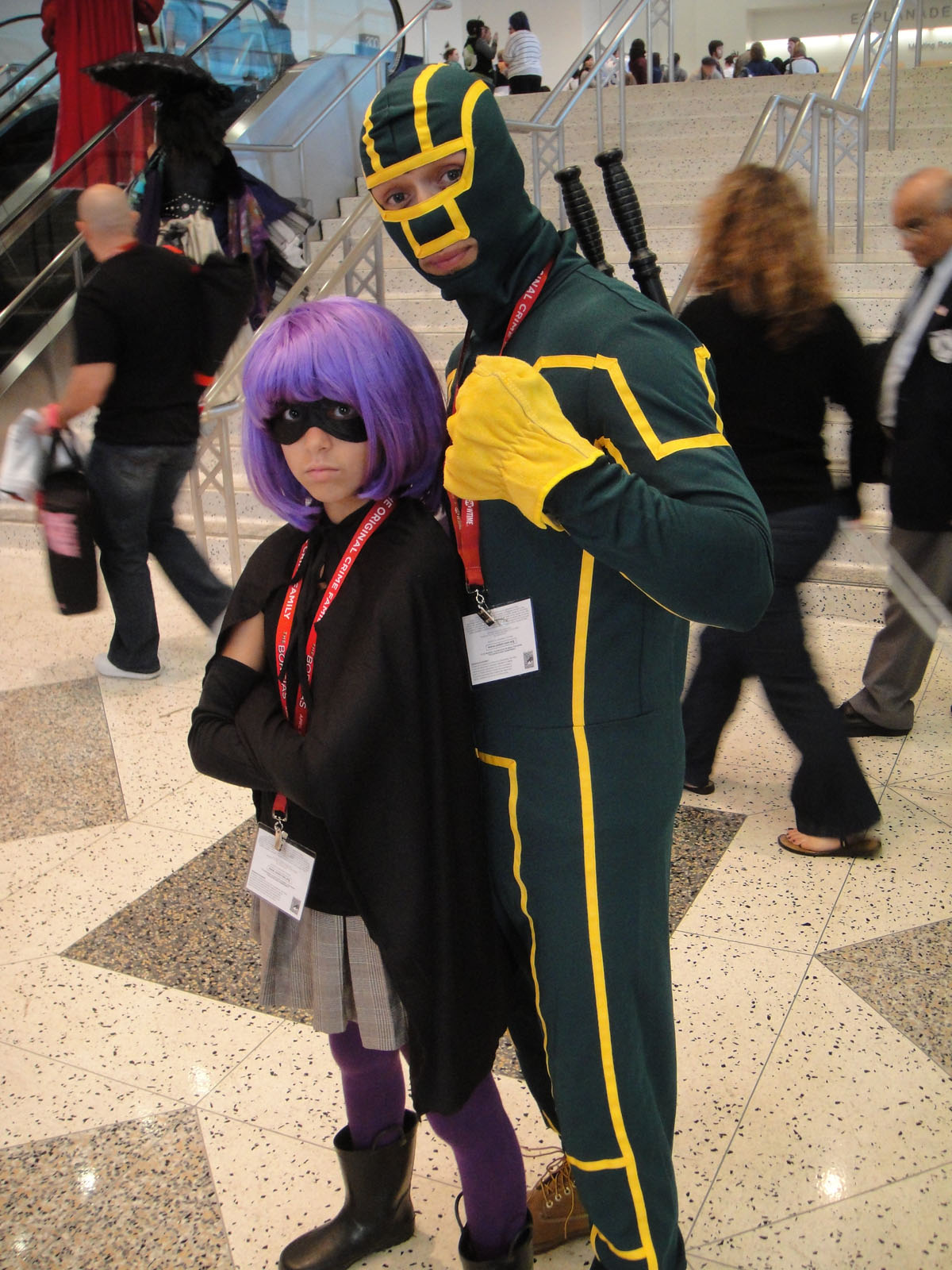
Cosplay postaci z filmu

- Aaron Johnson jako Dave „Kick-Ass” Lizewski
- Nicolas Cage jako Damon „Big Daddy” Macready
- Christopher Mintz-Plasse jako Chris „Red Mist” D’Amico
- Mark Strong jako Frank D’Amico
- Clark Duke jako Marty
- Lyndsy Fonseca jako Katie Deauxma
- Xander Berkeley jako detektyw Vic Gigante
- Chloë Moretz jako Mindy „Hit Girl” Macready
- Omari Hardwick jako Marcus